# Garbary (Poznań)

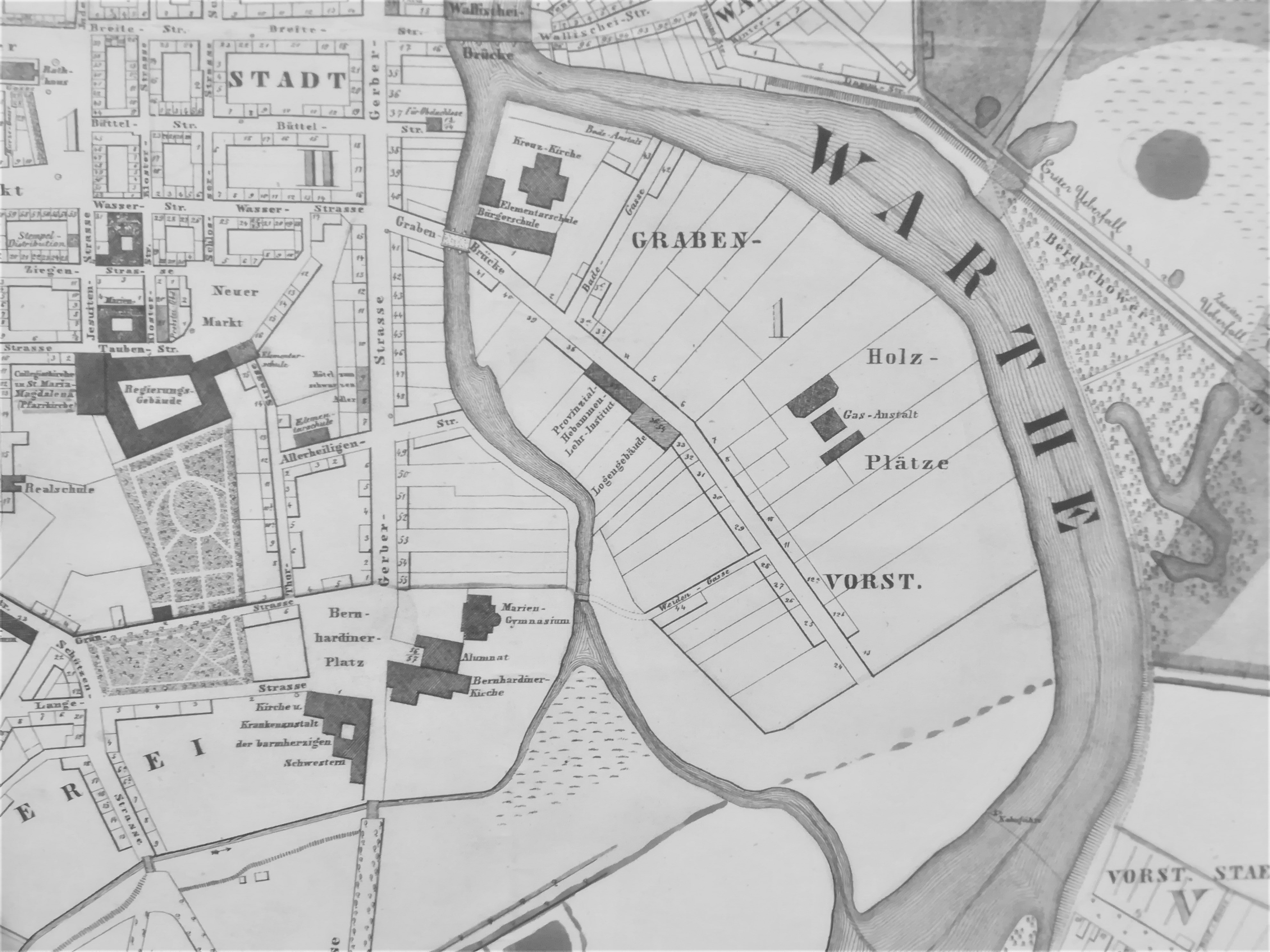
Południowa część Garbar i Grobla na mapie z 1856

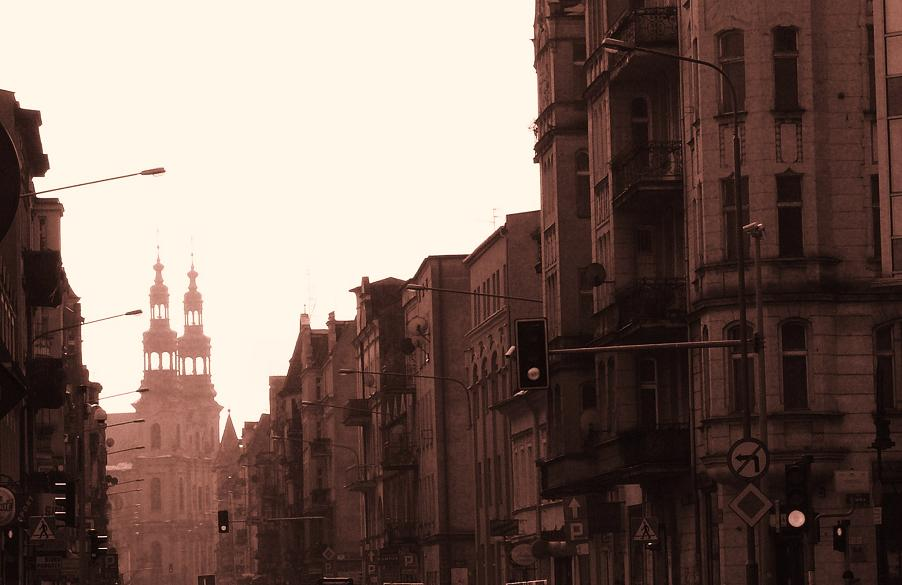
Garbary widziane z północy – w tle Kościół św. Franciszka Serafickiego

Garbary (niem. Gerber) – część Starego Miasta w Poznaniu (w ścisłym rozumieniu), przebiegająca zasadniczo na osi północ-południe, wzdłuż ulicy Garbary.

## Etymologia
Nazwa jest notowana od XV wieku: Garber-gasse (1436), za Garbari iacente (1443), platea Cerdonum (1465), na Garbarach (1564). Pochodzi od wyrazu garbarz, czyli rzemieślnik wyprawiający skóry.

## Historia
Garbary zlokalizowane były w średniowieczu pomiędzy wschodnimi murami Poznania a Chwaliszewem. Stanowiły wąską, długą osadę służebną. Dzieliły się na trzy części, które częściowo rozróżniano jeszcze po II wojnie światowej:
- północną (Tama Garbarska) – rejon pomiędzy ul. Estkowskiego, a stacją Poznań Garbary (dawniej Poznań Tama Garbarska). Tutaj znajdują się m.in. Grochowe Łąki,
- środkową (właściwe Garbary, tzw. Wielkie) – od ul. Estkowskiego do Placu Bernardyńskiego,
- południową – poniżej Placu Bernardyńskiego, częściowo utożsamiane z Piaskami.

Mieszkańcy Garbar zajmowali się przede wszystkim oprawianiem skór, byli to garbarnicy, zwani też skórnikami. Fach ten wymagał dostępu do dużych ilości wody, co zapewniały Warta (m.in. tzw. Stara Rzeka) z jednej strony, a fosa miejska z drugiej. Garbowanie skór powodowało powstawanie nieprzyjemnych zapachów, z których znana była osada. Do fosy oraz Starej Rzeki (koryta Warty) odprowadzano ścieki poprodukcyjne, będące źródłem poważnego zanieczyszczenia wód.
W XIX wieku ulica Garbary obrosła reprezentacyjnymi, wielopiętrowymi kamienicami w stylach historycznym i secesyjnym. Powstawały tu także liczne niewielkie zakłady przemysłowe, często w podwórzach.
W latach 1976–1977, w związku z gruntowną przebudową trasy komunikacyjnej z centrum miasta w kierunku Warszawy (ul. Solna, ul. Małe Garbary), przebudowano całkowicie skrzyżowanie Garbar z ulicami Estkowskiego i Małe Garbary. Została wybudowana też trasa tramwajowa z Garbar do Placu Wielkopolskiego. Podczas prac napotykano na niewypały z okresu II wojny światowej, a także na fundamenty nieistniejących już wtedy budynków oraz fragmenty fortyfikacji i schronów, co utrudniało prowadzenie przebudowy. Podczas przebudowy wyburzono przy ulicy Garbary budynki o numerach 90, 92, 93, 95. Na każdym odcinku prace rozpoczęto 29 października 1976 roku, a zakończono 6 czerwca 1977 roku.
W 2008 miasto ogłosiło zamknięty konkurs architektoniczny na zagospodarowanie terenów przy ul. Północnej. Według jednej z propozycji (architekt Wojciech Krawczuk) teren ten zająć miały budynki mieszkalne, biurowe oraz użyteczności publicznej z punktowcem na rzucie trójkąta. W centrum znaleźć miał się plac połączony ze Starym Miastem za pomocą pasażu (pomiędzy Rzeźnią Miejską i lodowiskiem Bogdanka), a z Ostrowem Tumskim kładką nad Wartą na przedłużeniu ul. Północnej. Do realizacji tych zamierzeń nigdy nie doszło.

## Niektóre obiekty zabytkowe i osobliwości
Obiekty zlokalizowane w tym rejonie to m.in. (od północy):
- dworzec Poznań Garbary (dawniej Tama Garbarska),
- parafia św. Wojciecha w Poznaniu,
- neogotycka przepompownia ścieków z lat 1908–1909 (zbudowana pod kierunkiem architekta Fritza Teubnera),
- kantor Krzyżanowskiego z 1882,
- dawny port rzeczny na Warcie, obecnie zdezindustrializowany – zabudowa mieszkaniowa Osiedla Nad Wartą (XXI w.),
- pomnik Akcji Bollwerk,
- budynek mieszkalny ul. Garbary 97/98 z 1927–1928 (architekt Kazimierz Ruciński), ze zlokalizowaną na poddaszu pracownią, z której korzystał Wojciech Kossak,
- dwór przy ul. Szyperskiej 9,
- dawna Rzeźnia Miejska – rozległy kompleks zabudowań poprzemysłowych z 1898, częściowo przebudowany w latach 50. XX w. (architekt Felix Moritz),
- szkoła podstawowa nr 40 – ul. Garbary 82, z lat 1914–1917 (architekt Hermann Herrenberg) w stylu czerpiącym z renesansu północnego (niemieckiego i holenderskiego),
- pozostałość po arsenale artyleryjskim,
- średniowieczny klasztor dominikanów (dawniej w tym rejonie stał kościół św. Gotarda),
- barokowy kościół i klasztor franciszkanów – bernardynów,
- Kościół Przemienienia Pańskiego,
- zespół mieszkaniowy przy Placu Bernardyńskim,
- Liceum Ogólnokształcące św. Marii Magdaleny,
- Ogród Roślin przy Gimnazjum Marii Magdaleny w Poznaniu – nieistniejący, pierwszy w Niemczech szkolny ogród botaniczny (1882),
- Szpital Przemienienia Pańskiego
- Wielkopolskie Centrum Onkologii,
- dawny Plac Zjednoczenia.

Na całym odcinku ulicy Garbary stoją liczne kamienice z XIX i XX wieku o wybitnych walorach artystycznych i dekoracyjnych, np. Garbary 49 (z motywami kuźniczymi) czy Plac Bernardyński 1/2 (1900–1902, architekt Ludwik Frankiewicz). Na kamienicy przy ul. Garbary 44 umieszczone są popiersia Adama Mickiewicza i Tadeusza Kościuszki, a przy Garbarach 48 – prawdopodobnie Władysława Niegolewskiego i Kazimierza Kantaka.

## Komunikacja
Ulicą Garbary do lat 70. XX wieku kursowały tramwaje – pętle znajdowały się przy ul. Północnej oraz Woźnej. Obecnie jeżdżą tędy autobusy MPK Poznań, a tramwaje przecinają Garbary na Placu Bernardyńskim (linie 5, 13, 16) i na ul. Estkowskiego (linie 3, 4, 8, 16, 17).

### Linie autobusowe
- Linie dzienne[8]

-  147 Wielka ↔ Boranta
-  151 Poznań Główny ↔ os. Sobieskiego
-  160 Garbary ↔ Strzeszyn
-  163 Garbary ↔ Górczyn
-  167 Rondo Śródka ↔ Radojewo
-  174 Os. Sobieskiego ↔ Kazimierza Wielkiego
-  176 os. Dębina ↔ Garbary
-  190 Kazimierza Wielkiego ↔ os. Sobieskiego

- Linie nocne[9]

-  248 Rondo Kaponiera ↔ Radojewo

- Linie podmiejskie[8]

-  603 Łęczyca/Dworcowa ↔ Garbary
-  911 Rondo Śródka ↔ Biedrusko/Park

## Flora
We wrześniu 1950 stwierdzono w rejonie stacji Poznań Garbary (ulica Garbary róg Północnej, pod płotem stacyjnym) jedno z pierwszych w Polsce stanowisk iwy rzepieniolistnej, która została tu zawleczona prawdopodobnie z transportem wojskowym w czasie II wojny światowej. Było to kilka okazów, przekraczających dwa metry wysokości. Rośliny odnawiały się rokrocznie w mniej więcej tej samej liczbie. Towarzyszył im, również zawleczony, szarłat szorstki.

## Zobacz też

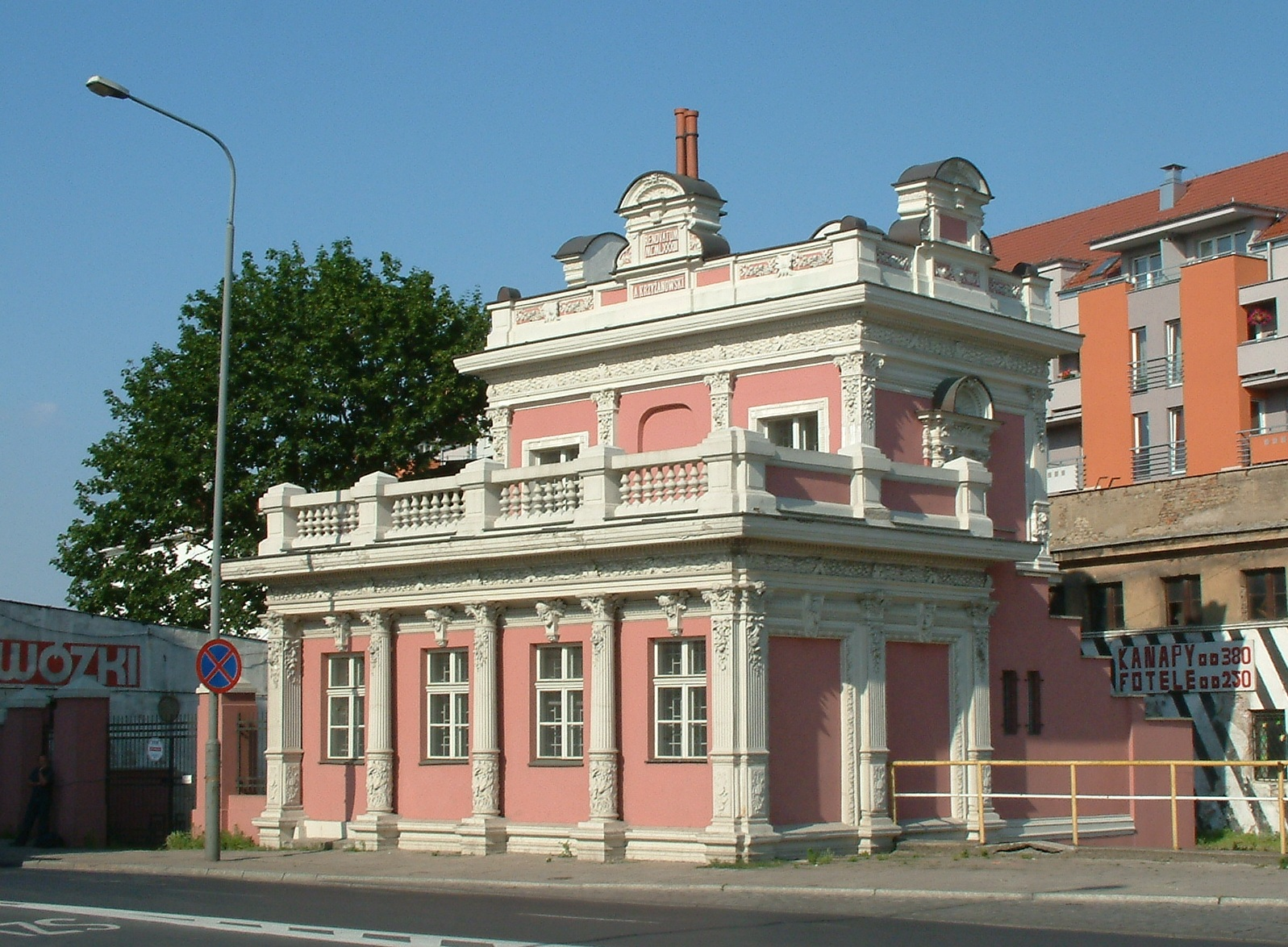
Kantor Krzyżanowskiego
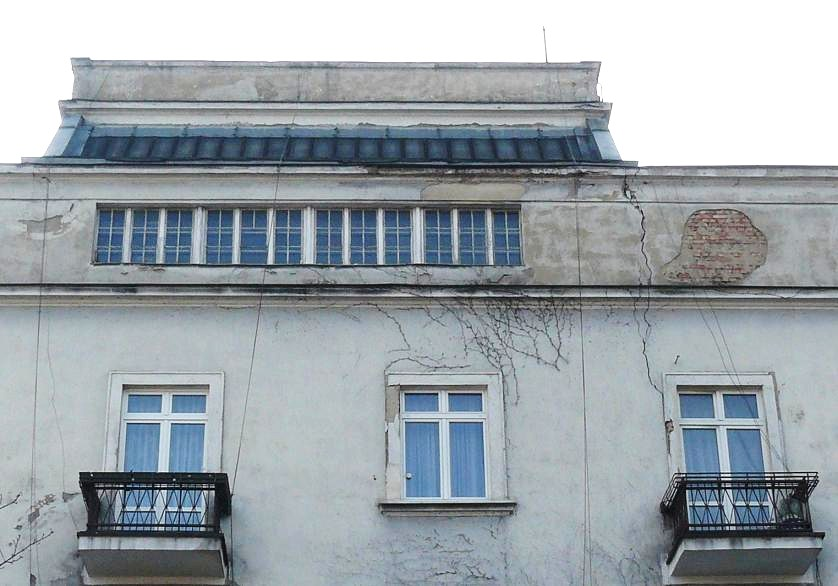
Pracownia, z której korzystał Wojciech Kossak
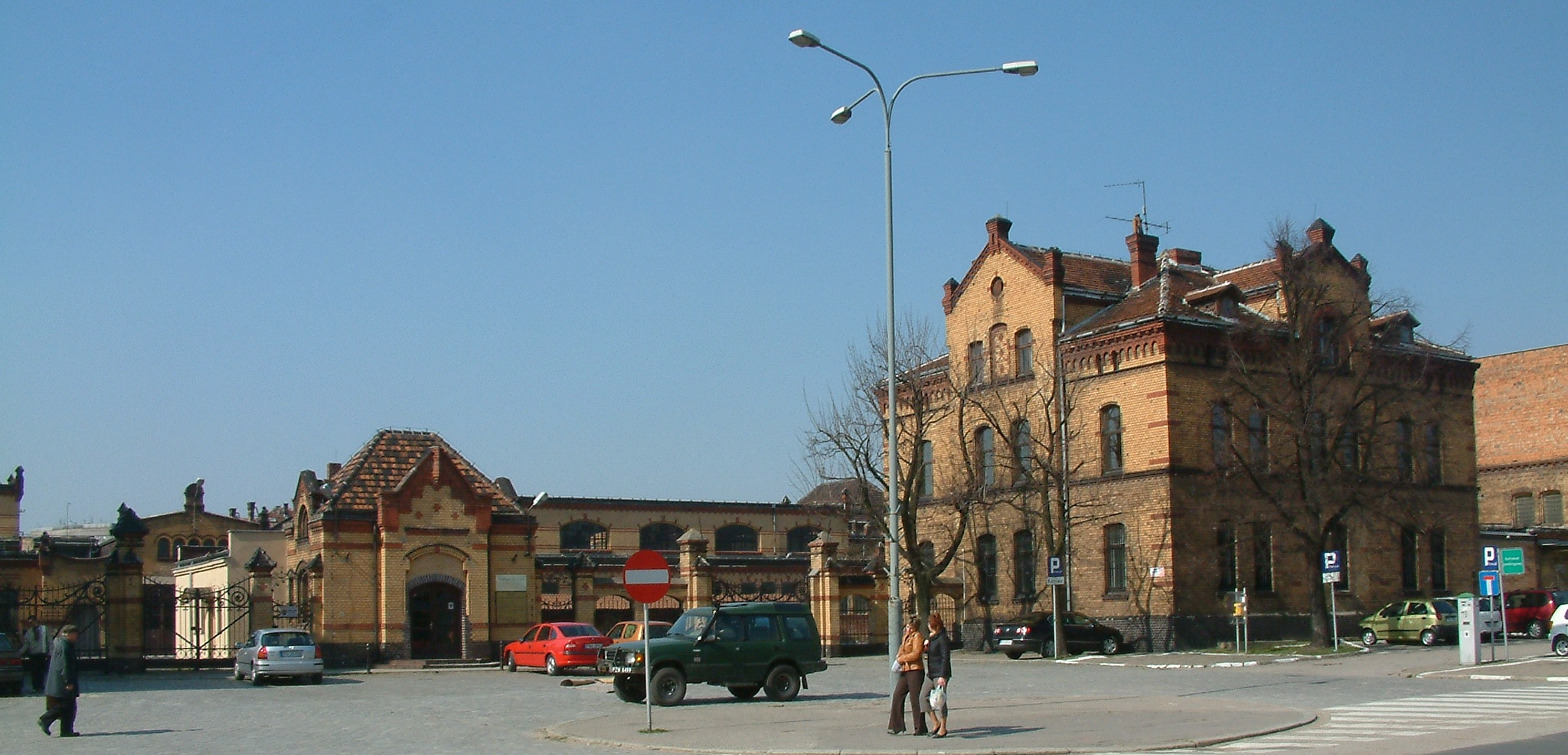
Dawna Rzeźnia Miejska i teren po pętli tramwajowej
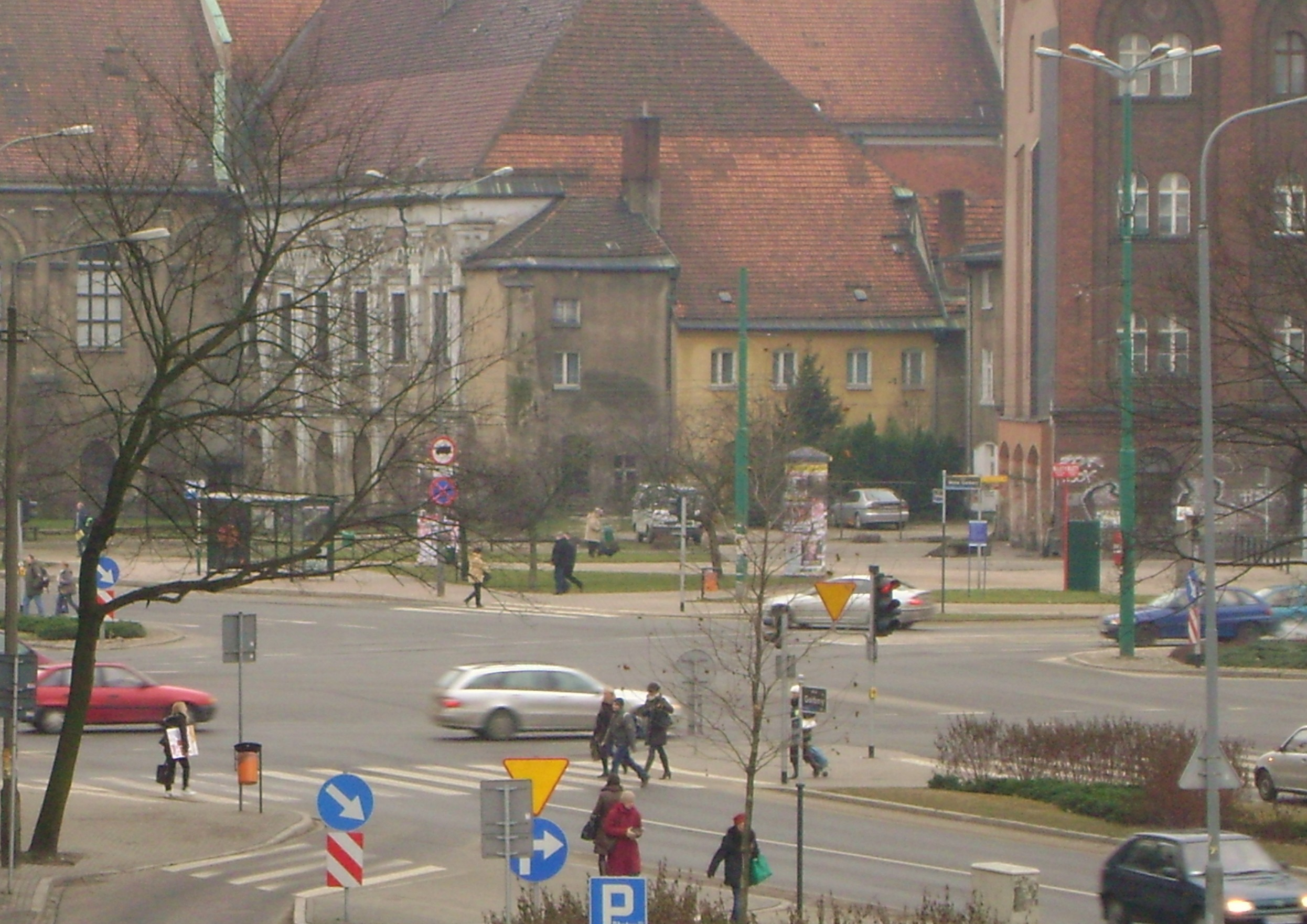
Skrzyżowanie ulic Garbary, Małe Garbary i Estkowskiego (od północnego wschodu)
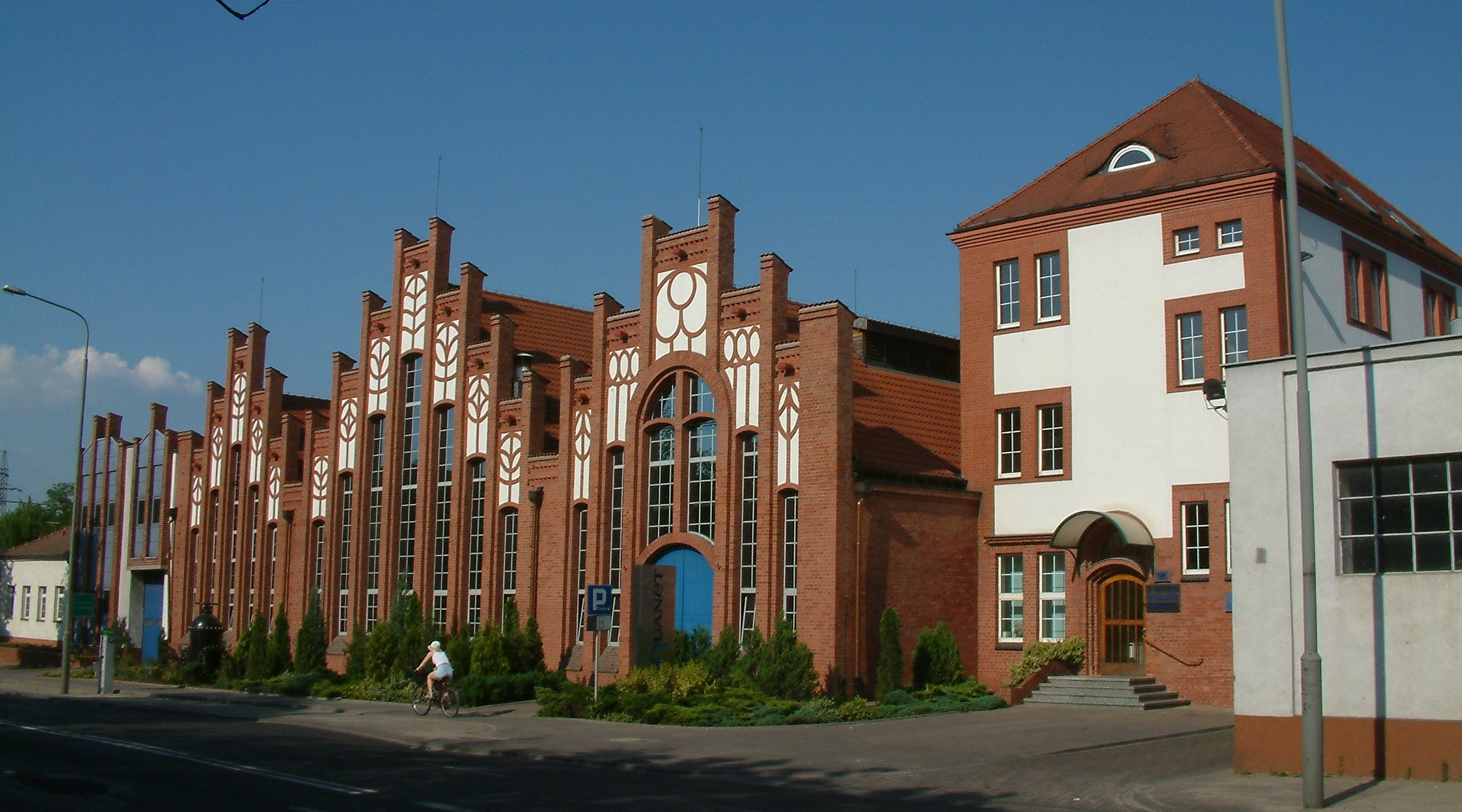
Dawna przepompownia ścieków
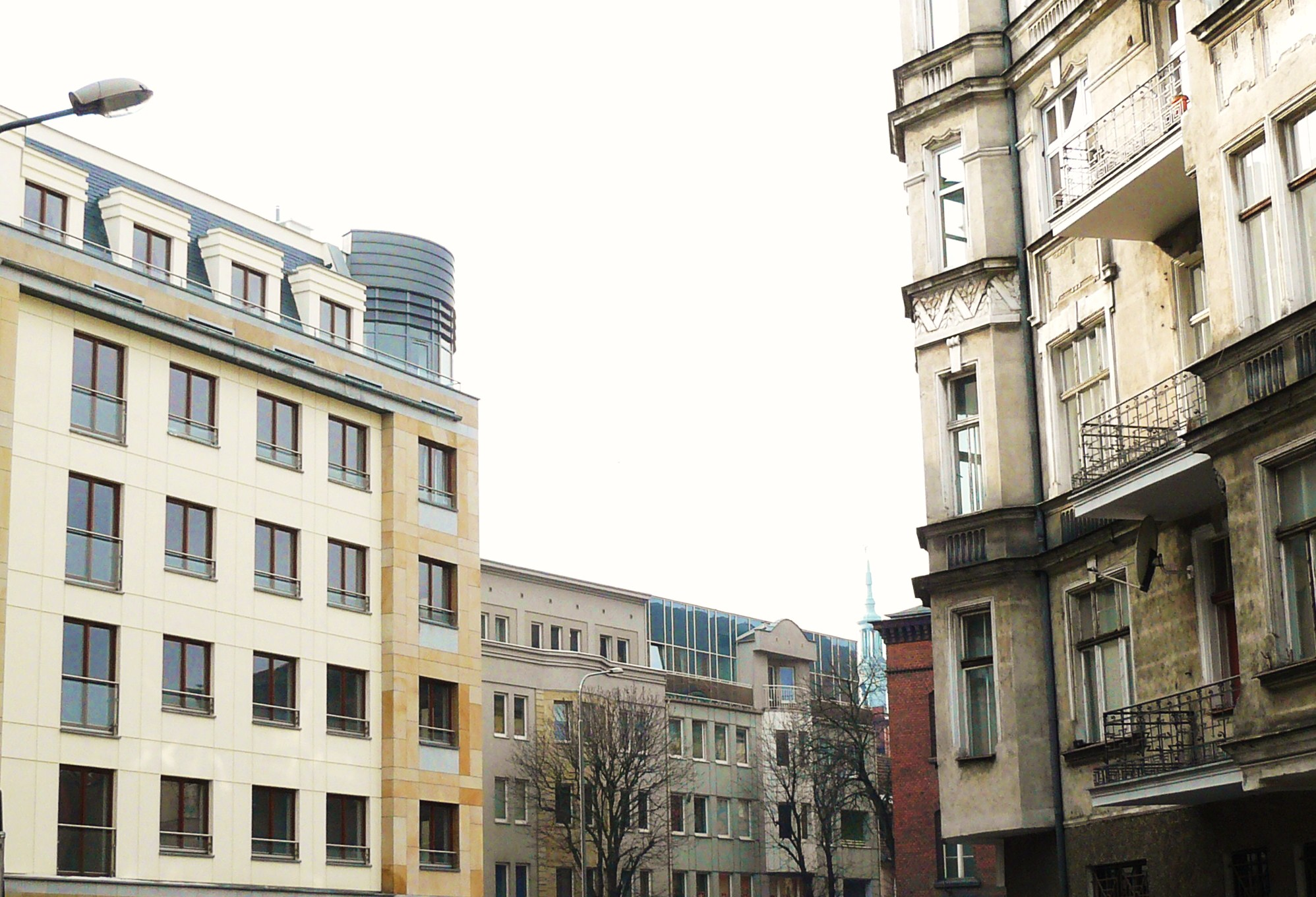
Stare i nowe Garbary – ul. Szyperska